# نادر الجنداوي
نادر الجنداوي (16 نوفمبر 1996-) هو مؤثر ولاعب كرة قدم ألماني من أصل فلسطيني، محترف يلعب كجناح لفريق لفريق الدوري الالماني الدرجة الثالثة، فريق الدوري الاسباني TSG 1899 هوفنهايم الثاني. مؤثر ولديه أكثر من أربعة ملايين مشترك على تيك توك وأكثر من مليوني مشترك على يوتيوب وإنستغرام

## مسيرته
الجندياوي هو نتاج شبابي لـ Nord Wedding وFüchse Berlin وتنس بوروسيا برلين وإنيرجي كوتبوس وكيمنتزر. غادر نادي إنيرجي كوتبوس بسبب إصابته بالصرع، كما أدت سلسلة من الإصابات التي سببها دواء الصرع إلى إطلاق سراحه من قبل نادي كمنيتسفي 6 نوفمبر 2016، وبعد أشهر من التجربة، وقع عقدًا احترافيًا مع بابلسبيرج في الدوري الإقليميفي عام 2018، انتقل إلى احتياطيات جروثر فورت لمدة موسم، وتبع ذلك بفترة مع احتياطيات فورتونا دوسلدورف.
في صيف عام 2020، عاد إلى برلين ووقع عقدًا مع نادي Berliner AK 07، وحقق مواسمه الأكثر غزارة حتى الآنفي 3 يونيو 2022، انضم إلى احتياطي هيرتاقي 4 يوليو 2023، مدد عقده مع هيرتا لموسم آخرخاض أول مباراة احترافية له مع نادي هيرتا برلين في فوز بركلات الترجيح 3–3 (5–3) في كأس ألمانيا على نادي هامبورج في 6 ديسمبر 2023.
في 28 يونيو 2025، وقع الجنداوي مع نادي TSG 1899 هوفنهايم الثاني الذي يشارك لأول مرة في 3 مواسم، الدوري الألماني، هو فريق احتياطي لنادي هوفنهايم 1899.